# Livonia (chi ốc biển)
Livonia là một chi ốc ốc biển săn mồi cỡ vừa ở hải vực Ấn Độ Dương-Thái Bình Dương. Chúng là động vật thân mềm chân bụng sống ở biển trong họ Volutidae, họ ốc dừa.

## Các loài
- Livonia joerinkensi (Poppe, 1987)
- Livonia limpusi Bail, 1999
- Livonia mammilla (G. B. Sowerby I, 1844)
- Livonia mervcooperi Bail & Limpus, 2010
- Livonia nodiplicata (Cox, 1910)
- Livonia roadnightae (McCoy, 1881)

Đồng nghĩa
- Livonia quisqualis Iredale, 1957: syn. Livonia roadnightae (McCoy, 1881)